# Westmalle (bière)
Pour les articles homonymes, voir Westmalle.
 (août 2015).
Si vous disposez d'ouvrages ou d'articles de référence ou si vous connaissez des sites web de qualité traitant du thème abordé ici, merci de compléter l'article en donnant les références utiles à sa vérifiabilité et en les liant à la section « Notes et références ».
La Westmalle est une bière trappiste brassée depuis le XIXe siècle dans le village de Westmalle de la province d'Anvers, à l'Abbaye cistercienne de Westmalle.
La brasserie Westmalle est la plus grande brasserie trappiste de Belgique. Elle est l'une des douze brasseries autorisées à arborer sur ses bières le logo hexagonal Authentic trappist product (ATP), garantissant que le produit est fabriqué au sein d’une abbaye trappiste, par ou sous le contrôle des moines, et qu'une partie des revenus de sa commercialisation est consacrée à des œuvres caritatives.

## Historique
L'abbaye de Westmalle est fondée en 1794. En 1836, à la suite d'importants travaux d'extension, l'abbaye de Westmalle se voit adjoindre une brasserie. L'abbaye commença à commercialiser sa bière vers 1861, suivant ainsi l'exemple de l'abbaye de Chimay qui avait commencé à commercialiser ses bières dès 1859.
La Première Guerre mondiale ralentit fortement les activités de la brasserie, mais en 1921, le père Tarcisius décide d'augmenter la production afin de répondre aux problèmes financiers de la communauté.
Entre 1926 et 1929, les moines, qui rencontraient quelques problèmes avec les bières « Dubbel Bruin » et « Extra Gersten », font appel à Hendrik Verlinden, connu pour avoir ensuite fondé sa propre brasserie qui produit les bières Witkap Pater.
À partir de 1933 commence la construction d'une nouvelle brasserie, qui permet une production plus importante, et assure à l'abbaye un revenu stable. Sont alors essentiellement produites les bières suivantes : L'Extra, la Dubbel Bruin (double brune) et la Blond. La triple est lancée dans les années 1950 en remplacement de la blond et connaîtra un grand succès. Aujourd'hui, la production atteint près de 130 000 hectolitres de bière par an.
L'étiquette rectangulaire visible sur la photo (en dessous) fut changée au cours de l'année 2005 par une étiquette en forme de losange de couleur ocre (voir la photo au-dessus).

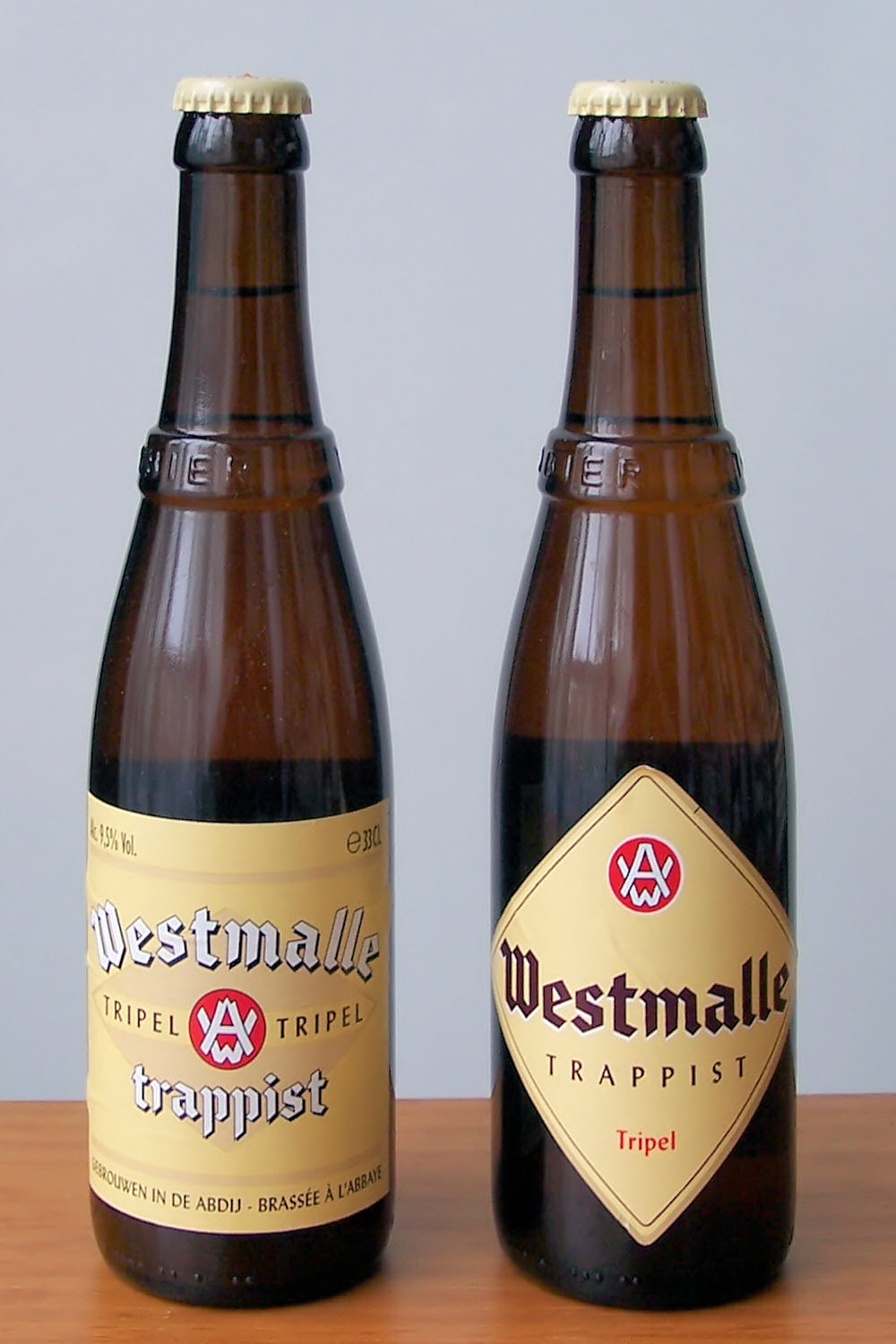
L'ancienne et la nouvelle étiquette de la Westmalle triple

Il en existe trois variétés commercialisées et une variété non commercialisée à l'heure actuelle. On peut trouver la Westmalle double, la Westmalle triple et la Westmalle Extra. Ce sont, comme toutes les bières trappistes, des bières de fermentation haute. La première est une bière brune à 7 %, la seconde est une bière blonde qui titre à 9,5 % depuis 2002.  En 2021 l'Abbaye de Westmalle décide de commercialiser la Westmalle Extra (« Extra van Westmalle »), la bière qui était réservée exclusivement à la consommation des moines  La Westmalle Extra a une teneur faible en alcool (4.8°) et est de couleur blonde dorée. C'est une des bières les plus anciennes de l'abbaye: en 1836 les moines de Westmalle décident de brasser une bière pour leur repas. C'est de cette tradition qu'est née la Westmalle Extra .  
En mars 2025 , l'Abbaye de Westmalle lance une 4è bière: la Westmalle Duo, une édition limitée (5000 fûts ) et disponible exclusivement au fût en Belgique. C'est une bière blonde qui titre 7.2%, composée de 6 variétés de houblon 
Les ingrédients sont exclusivement les suivants : eau, orge maltée, levure, fleurs de houblon et sucre candi.
Les Westmalle double, triple et extra sont disponibles en bouteille de 33 cl et de 75 cl. Ces bières se servent, d'après l'étiquette, entre 8 et 14 °C (en effet, une bière de fermentation haute se boit à température de cave, et non glacée). La Westmalle triple peut, par exemple, accompagner les plats à base de fromage ou de viandes rouges. En apéritif, elle peut être accompagnée de dés d'emmental ou de comté épicés par une pointe de moutarde.
Les Westmalle ont servi de modèle à de nombreuses bières dites d'abbaye. En particulier, les mentions « double » et « triple », qui désignent le fait que le brasseur ait utilisé deux, (dubbel) ou, non pas trois car elle serait impossible à brasser mais néanmoins plus que deux, (tripel) fois plus de malt que dans une bière dite « classique ». 

## Consommation

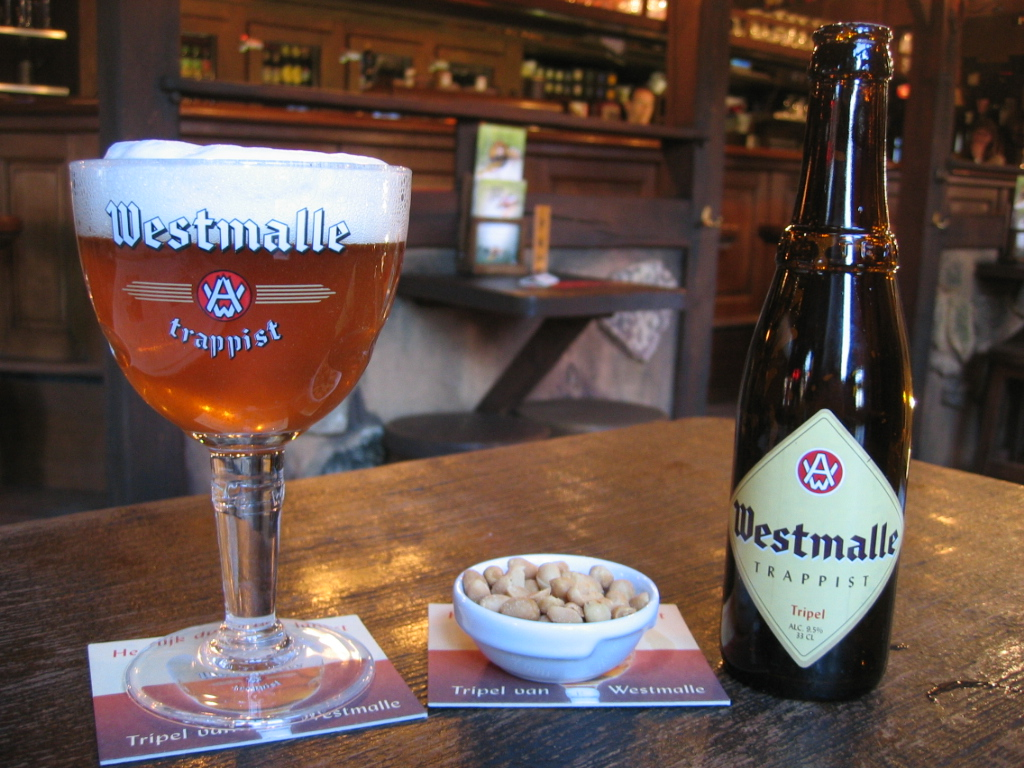
Bières et verre Westmalle

On sert traditionnellement les bières trappistes dans un verre de type « calice » (en raison de la symbolique religieuse associée) ; il existe un verre officiel estampillé du nom de l'abbaye de Westmalle. Certains amateurs préfèrent les servir dans un verre en tulipe (plus resserré sur le sommet) afin de mieux concentrer les arômes.

## Conservation
Une Westmalle triple peut se conserver plusieurs années en cave à une température proche de 10 °C. La date de limite de consommation est indicative : il est possible de déguster une Westmalle triple plus d'un an, voire plus de deux ans, après la date limite. À chaque année passée, le goût se modifie : attention aux mauvaises surprises passé trois ou quatre ans en cave !
Cependant, on peut noter une certaine amélioration de la saveur après six mois de garde en cave, et ce jusqu'au délai maximal de deux ans de cave. Elle devient plus ronde et est plus alcoolisée (par l'action de la fermentation des levures et de la transformation du sucre en alcool).

## Lieu de production
Située à l'ouest de la ville de Malle (d’où Westmalle), l'abbaye est entourée de bois et de prairies. En face de l'abbaye, se trouve le Café Trappiste où l'on sert la Westmalle. La légende veut que les pompes du Café Trappiste soient directement reliées aux cuves de l'abbaye.

## Bière
- Westmalle Tripel  (blonde triple - 9,5° - 33 cl et 75 cl)
- Westmalle Dubbel  (brune - 7° - 33 cl et 75 cl)
- Westmalle Extra  (blonde - 4,8° - 33 cl)
- Westmalle Duo (blonde - 7,2° - au fût)